# 임미애
임미애(林美愛, 1966년 6월 23일~)는 대한민국의 정치인이다. 의성군의회 의원, 경상북도의회 의원을 지냈으며 제22대 국회의원이다.

## 학력
- 한양여자고등학교 (졸업)
- 이화여자대학교 법정대학 경제학과 (졸업)
- 경북대학교 정책정보대학원 도시 및 지역개발학과 (졸업)

## 경력
- 1996년: 서울학원 원장
- 2000년: 의성군 학교급식비 심의위원회 부위원장
- 2000년: 농촌과 도시 이사
- 2004년: 대한적십자사 구봉회원
- 2005년: 민주평화통일자문회의 자문위원
- 2006년 5월 31일: 제4회 전국동시지방선거 당선(민선 4기, 경북 의성군의회 의원, 열린우리당, 초선)
- 2006년 7월 1일~2010년 6월 30일: 제5대 경상북도 의성군의회 의원(민선 4기, 경북 의성군 가 선거구, 열린우리당→대통합민주신당→통합민주당→민주당, 초선)
  - 2008년 7월~2010년 6월: 제5대 경상북도 의성군의회 후반기 산업건설위원회 간사
- 2010년 6월 2일: 제5회 전국동시지방선거 당선(민선 5기, 경북 의성군의회 의원, 민주당, 재선)
- 2010년 7월 1일~2014년 6월 30일: 제6대 경상북도 의성군의회 의원(민선 5기, 경북 의성군 가 선거구, 민주당→민주통합당→민주당→새정치민주연합, 재선)
- 2015년 6월~2015년 10월: 새정치민주연합 혁신위원회 위원 겸 공동대변인
- 2018년 6월 13일: 제7회 전국동시지방선거 당선(민선 7기, 경상북도의회의원, 더불어민주당, 초선)
- 2018년 7월 1일~2022년 5월 2일: 제11대 경상북도의회 의원(민선 7기, 경북 의성군 제1선거구, 더불어민주당, 초선)
  - 2018년 7월~2020년: 제11대 경상북도의회 전반기 행정보건복지위원회 부위원장
  - 2018년 7월~2020년: 제11대 경상북도의회 전반기 의회운영위원회 위원
  - 2019년 1월~2020년: 제11대 경상북도의회 더불어민주당 대표 위원
- 2022년 5월~2022년 6월: 제8회 전국동시지방선거 경상북도지사 더불어민주당 후보
- 2022년 8월~2024년 3월: 더불어민주당 경상북도당 위원장
- 2024년 4월 10일 대한민국 제22대 국회의원 선거 당선(비례대표, 더불어민주연합, 초선)
- 2024년 6월~: 더불어민주당 경상북도당 의성군·청송군·영덕군·울진군 지역위원회 위원장
- 2024년 10월~: 더불어민주당 전국농어민위원회 위원장
- 2024년 11월~: 더불어민주당 당대표특보단 민생특보단 특보
- 2025년 7월~: 더불어민주당 경상북도당 위원장 직무대행
- 2025년 8월~: 더불어민주당 언론개혁특별위원회 위원

### 의정 활동
- 2024년 5월 30일~: 제22대 국회의원(비례대표, 더불어민주당, 초선)[A]
  - 2024년 6월~: 제22대 국회 전반기 농림축산식품해양수산위원회 위원
  - 2024년 6월~: 제22대 국회 전반기 여성가족위원회 위원
  - 2024년 6월~2025년 1월: 제22대 국회 전반기 예산결산특별위원회 위원
  - 2025년 3월~: 제22대 국회 2025 아시아태평양경제협력체(APEC) 정상회의 지원 특별위원회 위원
  - 2025년 4월~: 제22대 국회 산불피해지원대책 특별위원회 간사
  - 2025년 6월~: 제22대 국회 전반기 예산결산특별위원회 위원

## 수상
- 2011년 제3회 지방의정봉사대상
- 2024년 더불어민주당 국감우수의원

## 역대 선거 결과
|  | 13.91% |

|  | 17.98% |

|  | 34.93% |

|  | 22.04% |

|  | 26.69% |

## 소속 정당
| 소속 정당 | 소속 정당      | 소속 기간 | 비고      |
| --------- | -------------- | --------- | --------- |
|           | 열린우리당     | 2006~2007 | 정계 입문 |
|           | 대통합민주신당 | 2007~2008 | 합당      |
|           | 통합민주당     | 2008      | 합당      |
|           | 민주당         | 2008~2011 | 당명 변경 |
|           | 민주통합당     | 2011~2013 | 합당      |
|           | 민주당         | 2013~2014 | 당명 변경 |
|           | 새정치민주연합 | 2014~2015 | 합당      |
|           | 더불어민주당   | 2015~2024 | 당명 변경 |
|           | 무소속         | 2024      | 탈당      |
|           | 더불어민주연합 | 2024      | 입당      |
|           | 더불어민주당   | 2024~현재 | 합당      |

## 같이 보기
- 대한민국 제22대 국회의원 선거 더불어민주연합 후보 목록#비례대표